# Simangambat Julu
Simangambat Julu is een bestuurslaag in het regentschap Padang Lawas Utara van de provincie Noord-Sumatra, Indonesië. Simangambat Julu telt 2702 inwoners (volkstelling 2010).